# Bebé Mario
Bebé Mario es un personaje ficticio perteneciente a la serie de juegos de Super Mario. Fue diseñado por Shigeru Miyamoto y apareció por primera vez en el juego Super Mario World 2: Yoshi's Island de SNES. Bebé Mario es simplemente Mario cuando era un niño.

## Características
En el juego Yoshi's Island, primer juego en que apareció, Bebé Mario se mostraba como un bebé indefenso con una gorra roja con la letra "M" y un pañal como vestimenta, considerándose como una versión infantil de Mario. Posteriormente salió con la misma apariencia en Yoshi's Island DS, pero entonces ya no se muestra tan indefenso pues, al igual que el resto de bebés que aparecen en el juego, tiene una habilidad especial que se diferencia del resto, la cual es proporcionar mayor velocidad al Yoshi en que va montado.
En el resto de juegos en que ha aparecido su aspecto cambia. Sigue usando la gorra roja con la "M", pero además hace uso de un overol de color azul y camiseta roja, similar a Mario. No obstante y a diferencia de este, Bebé Mario es más rápido como se puede apreciar en los juegos de Mario Tennis, Mario Superstar Baseball y Mario & Luigi: Partners in Time, considerándose un personaje pequeño en los juegos de Mario Kart en los que ha aparecido.
En el juego Mario Kart: Double Dash!!, el objeto especial de Bebé Mario y su hermano Bebé Luigi es un Chomp Cadenas que va tirando del kart en el que va montado, avanzando algo más rápido que lo normal y golpeando a los rivales que se encuentran en su camino, característico de esta entrega de Mario Kart. Este objeto especial fue reemplazado por un objeto común pero con el mismo propósito, el Bill Bala, su siguiente aparición en la saga, Mario Kart DS.

## Apariciones

### Juegos de aventura
- Super Mario World 2: Yoshi's Island: su primera aparición. En este juego, Bebé Mario aparece junto a Bebé Luigi mientras ambos son llevados por una cigüeña a su hogar. No obstante, Kamek, un malvado Magikoopa, decide secuestrar a ambos bebés y, por error, solo consigue capturar a Baby Luigi, cayendo Bebé Mario a la Isla de Yoshi, habitada por una gran cantidad de Yoshis. Viendo los Yoshis la situación en la que se encuentran, deciden ir a rescatar a Bebé Luigi llevando a Bebé Mario encima de ellos.
- Yoshi's Island DS: Repite el mismo papel que en el juego anterior.

### SerieMario & Luigi
- Mario & Luigi: Partners in Time: Aparece junto a Mario, Luigi y Bebé Luigi. Deberá salvar a la Princesa Peach de los Shroobs.
- Super Mario Maker: Como personaje jugable.

### Mario Kart
- Mario Kart: Double Dash!!: como personaje jugable junto a Bebé Luigi.
- Mario Kart Wii: como personaje jugable.
- Mario Kart 8 como personaje jugable.
- Mario Kart Tour: como personaje jugable y también con su variante Bebé Mario Koala.

### Juegos deportivos de Mario
- Mario Golf
- Mario Tennis
- Mario Super Sluggers